# San Romano-Montopoli-Santa Croce
San Romano-Montopoli-Santa Croce (wł. Stazione di San Romano-Montopoli-Santa Croce) – przystanek kolejowy w Montopoli in Val d’Arno, w prowincji Piza, w regionie Toskania, we Włoszech. Znajduje się na linii Leopolda. Przystanek jest używany głównie przez mieszkańców gmin Montopoli in Val d’Arno, Santa Croce sull’Arno i Castelfranco di Sotto.
Według klasyfikacji RFI ma kategorię srebrną.
Znajduje się w San Romano, w gminie Montopoli in Val d’Arno.

## Linie kolejowe
- Leopolda (Florencja – Piza)